# はっしん!!夢を掴マネーとfeat.TT
『はっしん!!夢を掴マネーとfeat.TT』はラジオ関西で2021年10月2日から毎週土曜19:00 - 19:30に放送されている情報番組。愛称は『夢つか』。
番組コンセプトは「夢とマネーを掴むため様々な業種を学び、知り、そして徹底的にふざけ倒す学習型ネタ番組」で、キャッチコピーは当番組の放送より半年前（2021年3月29日）に放送を開始したTBSテレビ系の朝の情報番組ラヴィット!のキャッチコピーである「日本でいちばん明るい朝番組」をもじった「日本一賑やかなラジオ番組」。

## 概要
2021年10月2日放送開始。
当番組は「夢とマネーを掴むため」様々な業種を学び、知り、そして徹底的にふざけ倒す学習型ネタ番組である。
パーソナリティは実業家のしんちゃんと吉本興業所属でYouTuberの（株）はつだ、はつだと同じく吉本興業所属のお笑いタレントでかつてベイブルースというコンビで活動し、現在はケツカッチンとして活動している高山トモヒロの3人が務め、番組名には3人の名前が隠されている。
収録はラジオ関西7階のラジオスタジオで基本的に火曜日に行われているが出演者のスケジュールの都合により他の曜日に収録される場合がある。また、屋外で収録されることもあり、特に2022年3月26日放送分から同年4月9日放送分の3回分は沖縄県の石垣島で収録された。
番組開始から2022年9月24日放送分まではしんちゃん・高山・はつだの3人体制で番組を担当していたが翌週（10月1日）の放送で番組開始1年を迎えたのを期にこの日の放送から準レギュラーでありながらほぼ毎週出演していたタレントの瀬戸野愛が新レギュラーとして加入し、4人体制となったが、番組タイトルについては変更されずそのままで、またタイトルコールの音声も3人体制時代に録音されたものを引き続き使用している。
なお、瀬戸野は出演開始当初はゲスト扱いで度々出演していたがレギュラー加入する約半年前の2022年3月26日放送分（石垣島収録の1週目）からはほぼ毎週出演するようになった。
2023年9月16日の放送で放送100回を迎えた。
番組内容については2023年9月30日放送分までは前述のコンセプトとは全く関係のないリスナーからのメッセージを紹介したりワードウルフというゲームを行ったり、そのゲームを使っての賞金争奪をかけたワードウルフ3連単を実施するなどそのコンセプトからはかけ離れた回が多数を占めていた。
2023年10月7日放送分からは弁護士法人レクシード所属の弁護士である新智博や様々な企業の経営者などをゲストに招くことが増え、内容についても番組コンセプトにやや近づけた番組内容になることが増えた。
2024年12月28日の放送をもって瀬戸野が番組を降板し、年明けの2025年1月11日放送分からは再びしんちゃん・高山・はつだの3人体制に戻ったが、番組公式サイトやradikoの番組表では2025年5月現在も瀬戸野の名前が記載されている。

## 放送時間
毎週土曜日 19:00 - 19:30

## 出演者
パーソナリティ
- 実業家しんちゃん
- （株）はつだ
- 高山トモヒロ（ケツカッチン）

過去の出演者
- 瀬戸野愛[2]